# Hans Ferdinand Emil Julius Stichel
Hans Ferdinand Emil Julius Stichel est un biologiste allemand, né le 16 février 1862 à Wronke, arrondissement de Samter et mort le 2 octobre 1936 dans le quartier de Lichterfelde à Berlin.

## Biographie
Il fait ses études au Königliche Realgymnasium de Berlin puis, en mai 1882, commence à étudier la philosophie à l’université Königl. Friedrich-Wilhelm. Mais la mort de son père le met dans une situation financière délicate et il doit interrompre ses études en 1883.
Stichel commence alors une carrière comme fonctionnaire dans les chemins de fer et devient en 1893 directeur du matériel ferroviaires de première classe. En 1921, il devient inspecteur supérieur et en 1922 directeur du bureau à Berlin.
Depuis 1892, il consacre son temps libre à la publication de revues entomologiques. De 1912 à 1923, il dirige la publication de Zeitschrift für wissenschaftliche Insektenbiologie et de Neuen Beiträge zur systematischen Insektenkunde. Il est également l’auteur de plus de cent publications sur les insectes, principalement sur les papillons. Stichel participe en outre à certaines publications collectives comme Das Tierreich, Großschmetterlinge der Erde, Nomenclator Animalium Generum et Subgenerum, Genera Insectorum', Catalogus Lepidopterum. Il est membre de diverses sociétés entomologiques et reçoit, en 1927, un doctorat honoraire.